# Bítov u Bílovce

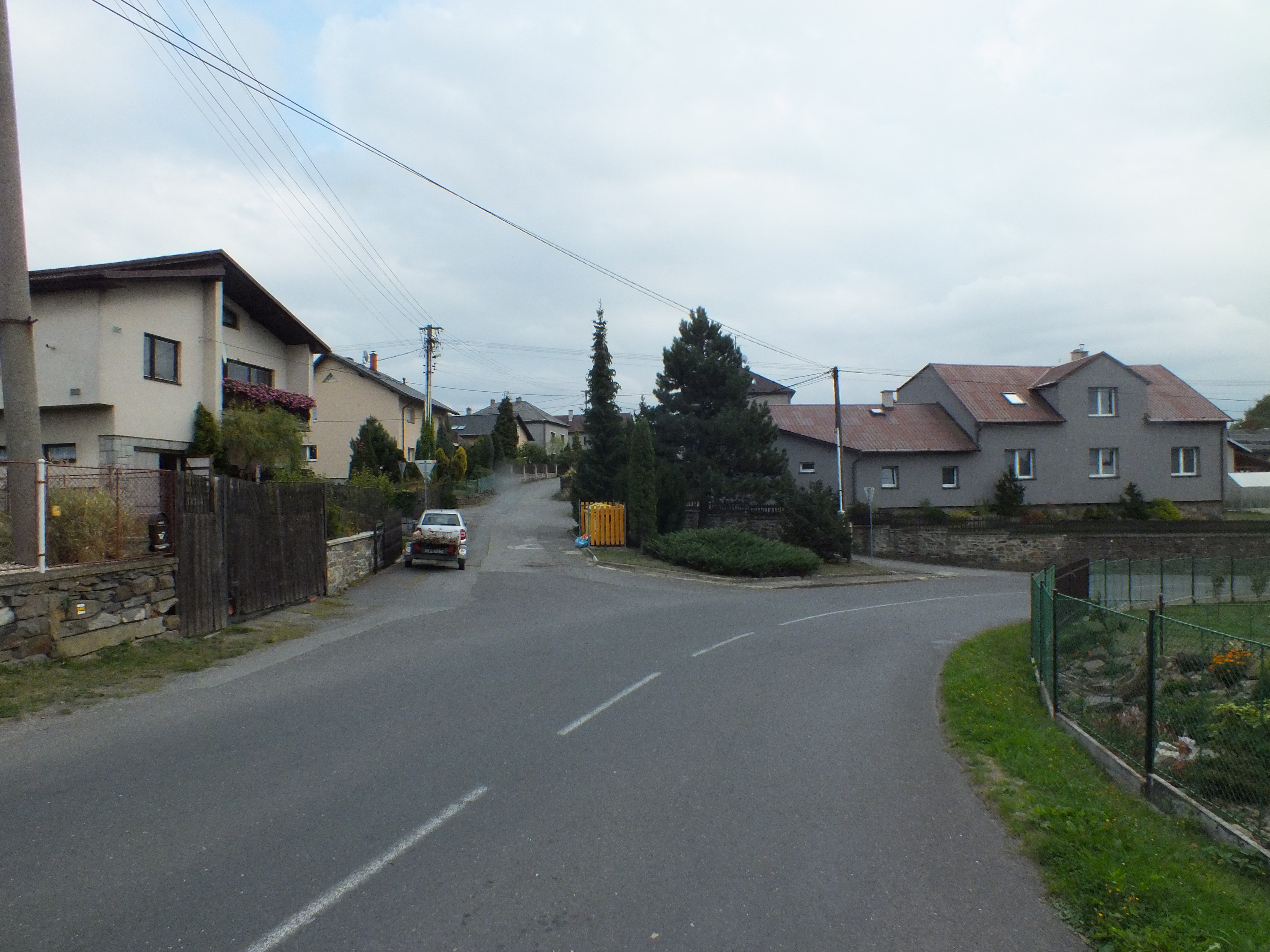
Nördlicher Teil des Dorfes

Bítov (deutsch Bittau) ist eine Gemeinde in Tschechien. Sie liegt fünf Kilometer nordöstlich von Bílovec und gehört zum Okres Nový Jičín.

## Geographie
Bítov befindet sich auf einer Hochfläche der Vítkovská vrchovina (Wigstadtler Bergland) über den Tälern der Bäche Jamník und Sezina. Östlich erhebt sich der Podklan (376 m n.m.), im Süden die Niva (359 m n.m.), westlich die Babí hůra (446 m n.m.) und der Okrouhlík (467 m n.m.) sowie im Nordwesten der Drahoňovec (428 m n.m.) und der Mečník (458 m n.m.). Das Dorf liegt im Naturpark Oderské vrchy.
Nachbarorte sind Kyjovice im Norden, Čavisov und Zbyslavice im Nordosten, Hýlov und Vrchpolí im Osten, Olbramice, Kamenec und Lhotka im Südosten, Lubojaty im Süden, Údolí Mladých und Tísek im Südwesten, Karlovice und Výškovice im Westen sowie Těškovice im Nordwesten.

## Geschichte
Die erste urkundliche Erwähnung von Bettaw erfolgte im Jahre 1377 als Besitz des Vladiken Ješek von Bítov. Ein aufgefundener Münzschatz mit 120 Silbergroschen aus der Zeit König Wenzels II. belegt, dass das Dorf älter ist. Die erloschene Feste Bítov gilt als Stammsitz des im 15. Jahrhundert in Mähren und Schlesien weit verbreiteten Rittergeschlechts Bítovský von Bítov (Bítovský z Bítova), das weder mit den Bítovský von Lichtenburg noch mit den Bítovský von Slavíkovice stammesverwandt ist. Anhand des Flurnamens Hradisko wird ihr Standort zwischen Bítov und der ehemaligen Mühle Bítovský mlýn vermutet. Ab 1413 wurde das Dorf als Bietov bezeichnet. 
Im Jahre 1519 verkaufte Václav Hanuš Bítovský von Bítov das Gut Bítov mit den Dörfern Bítov, Tísek und Lhotka an Wenzel Füllstein von Bladen (Václav Fulštejn z Vladěnína), der es mit seiner Herrschaft Wagstadt vereinigte. Nachfolgende Grundbesitzer waren bis ins 17. Jahrhundert die Freiherren von Praschma und danach die Freiherren von Popp, die die Herrschaft den Freiherren Sedlnitzky von Choltitz vererbten. 
Aus dem Jahre 1561 ist die Ortsbezeichnung die Bit überliefert. Die älteste Ortsbeschreibung stammt von 1606. Zu dieser Zeit bestand Bittau aus 16 Anwesen, darunter einer Vogtei, elf Bauernwirtschaften, zwei Chalupnern, einem Gärtner und der Mühle an der Sezina; die Einwohnerzahl wird auf 100–120 geschätzt. Nach dem Dreißigjährigen Krieg wurden verlassene Höfe mit deutschen Siedlern aus der Umgebung wiederbesiedelt. Im Jahre 1696 bestand das Dorf aus einem Vogt, neun Bauern, zwei Halbhüfnern, drei Gärtnern, drei Chalupnern und einem Müller. Zu dieser Zeit finden sich unter den Bewohnern auch die deutschen Namen Seidler, Beilner, Gebauer und Richter. Die deutschen Neusiedler assimilierten sich bald mit der angestammten lachischen Bevölkerung. 1768 umfasste das Dorf 26 Anwesen, einen Meierhof und eine Mühle. Im Jahre 1781 war Bittau auf 44 Häuser angewachsen und hatte 324 Einwohner. Seit dem Ende des 18. Jahrhunderts verdiente sich ein Teil der Bewohner den Lebensunterhalt durch Lohnarbeit in den aufstrebenden Wagstädter Textilmanufakturen.
Im Jahre 1834 bestand das auf umwaldeter Höhe gelegene Dorf Bittau bzw. Bittow aus 44, eine Gasse bildenden, ärmlichen  Häusern, in denen 342 lachischsprachige Personen lebten. Abseits lagen der Meierhof sowie eine Mahl- und Brettmühle. Haupterwerbsquelle bildete der wenig ertragreiche Ackerbau. Pfarr- und Schulort war Laubias. In den 1830er Jahren entstand eine Windmühle. Bis zur Mitte des 19. Jahrhunderts blieb das Dorf der Minderherrschaft Wagstadt untertänig. 
Nach der Aufhebung der Patrimonialherrschaften bildete Bitov / Bittau ab 1849 einen Ortsteil der Gemeinde Laubias / Lubojaty im Gerichtsbezirk Wagstadt. Ab 1869 gehörte Bitov zum Bezirk Troppau. Zu dieser Zeit hatte das Dorf 393 Einwohner und bestand aus 51 Häusern. 
1896 wurde Bitov dem neu gebildeten Bezirk Wagstadt zugeordnet. Im selben Jahr wurde in Bitov die Freiwillige Feuerwehr gegründet und eine einklassige Volksschule eröffnet. Im Jahr 1900 lebten in Bitov 503 Personen; 1910 waren es 541. Um die Jahrhundertwende entstand südöstlich des Dorfes am Meierhof eine neue Siedlung. Im Januar 1916 genehmigte die Landesregierung des Herzogtums Ober- und Niederschlesien die Abtrennung von Laubias und Bildung einer eigenen Gemeinde. Zur Ausführung gelangte dies erst nach dem Ende des Ersten Weltkrieges; 1919 erfolgte die Wahl der ersten Gemeindevertretung und des Bürgermeisters in Bítov. Beim Zensus von 1921 lebten in den 82 Häusern des Dorfes 421 Menschen, darunter 408 Tschechen und 9 Deutsche. 1925 wurde das Dorf elektrifiziert. Im Jahre 1930 bestand Bítov aus 98 Häusern und hatte 475 Einwohner; 1939 waren es 469.
Nach dem Münchner Abkommen wurde das lachiche Dorf 1938 dem Deutschen Reich zugesprochen (trat dann unter dem Namen Bietau auf) und gehörte bis 1945 zum Landkreis Wagstadt. Bei der Mährisch-Ostrauer Operation wurde das Dorf am 29. April 1945 von der 4. Ukrainischen Front mit der 38. Armee eingenommen; bei den Kämpfen starben sieben Soldaten und drei Einwohner. 
Nach dem Ende des Zweiten Weltkrieges kam Bítov zur Tschechoslowakei zurück. Die deutschsprachige Minderheit wurde 1946 zum größten Teil vertrieben. Im Jahre 1950 hatte das Dorf 394 Einwohner. Bei der Gebietsreform von 1960 wurde der Okres Bílovec aufgehoben und Bítov in den Okres Nový Jičín eingegliedert. Am 1. Januar 1979 wurde Bítov nach Bílovec eingemeindet. 
Bei der Anlage eines Stausees in den 1950er Jahren versanken Teile des Ortes im Wasser.
Nach dem politischen Umbruch und dem Zerfall der Tschechoslowakei gründete die neue tschechische Regierung einige vorherige Gemeinden wieder, unter anderem entstand die Gemeinde Bítov im Jahr 1996 neu. – Beim Zensus von 2001 lebten in den 129 Häusern von Bítov 391 Personen.

## Gemeindegliederung
Für die Gemeinde Bítov sind keine Ortsteile ausgewiesen. Das Gemeindegebiet bildet den Katastralbezirk Bítov u Bílovce.

## Sehenswürdigkeiten

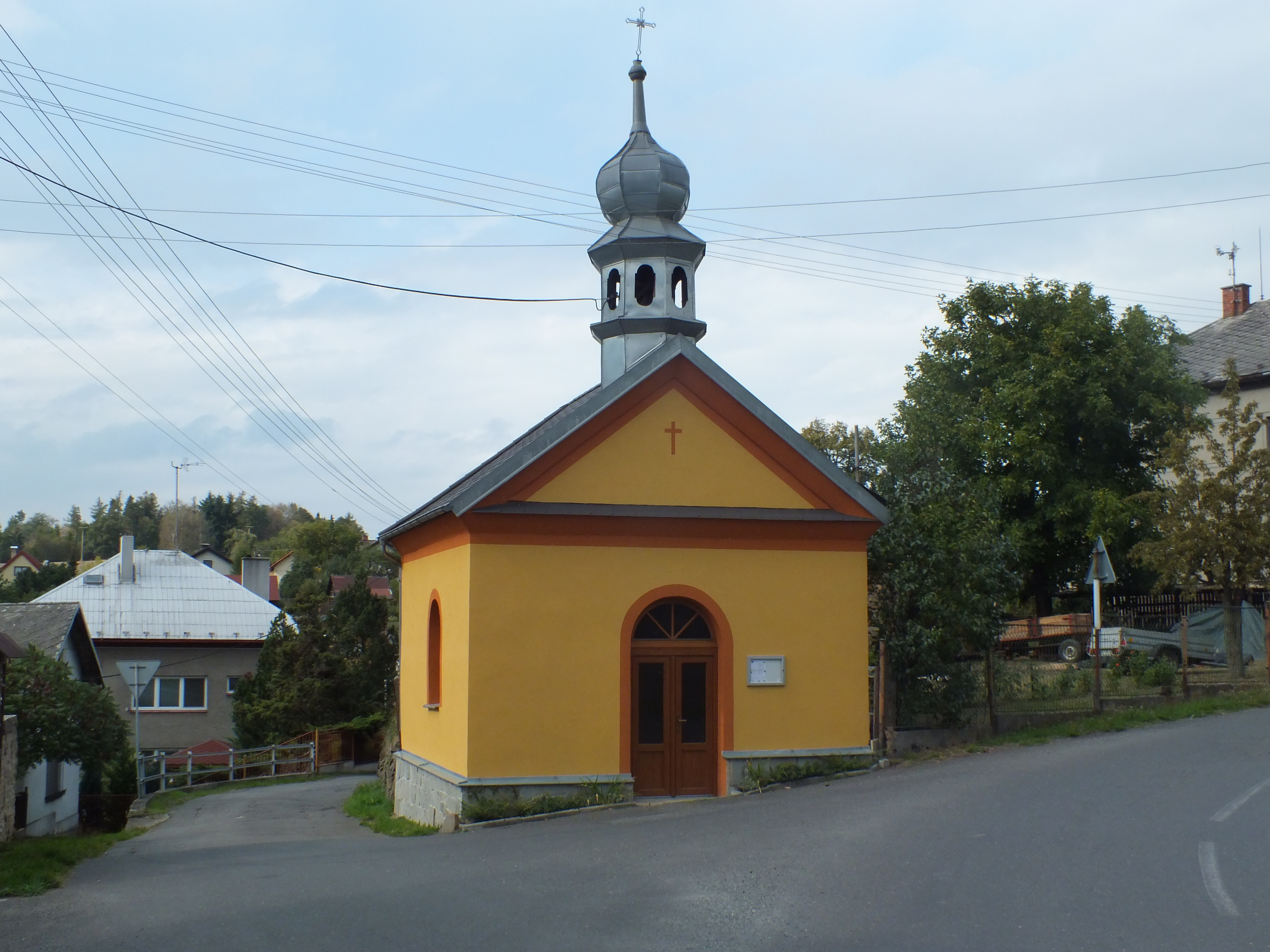
Kapelle des hl. Johannes von Nepomuk

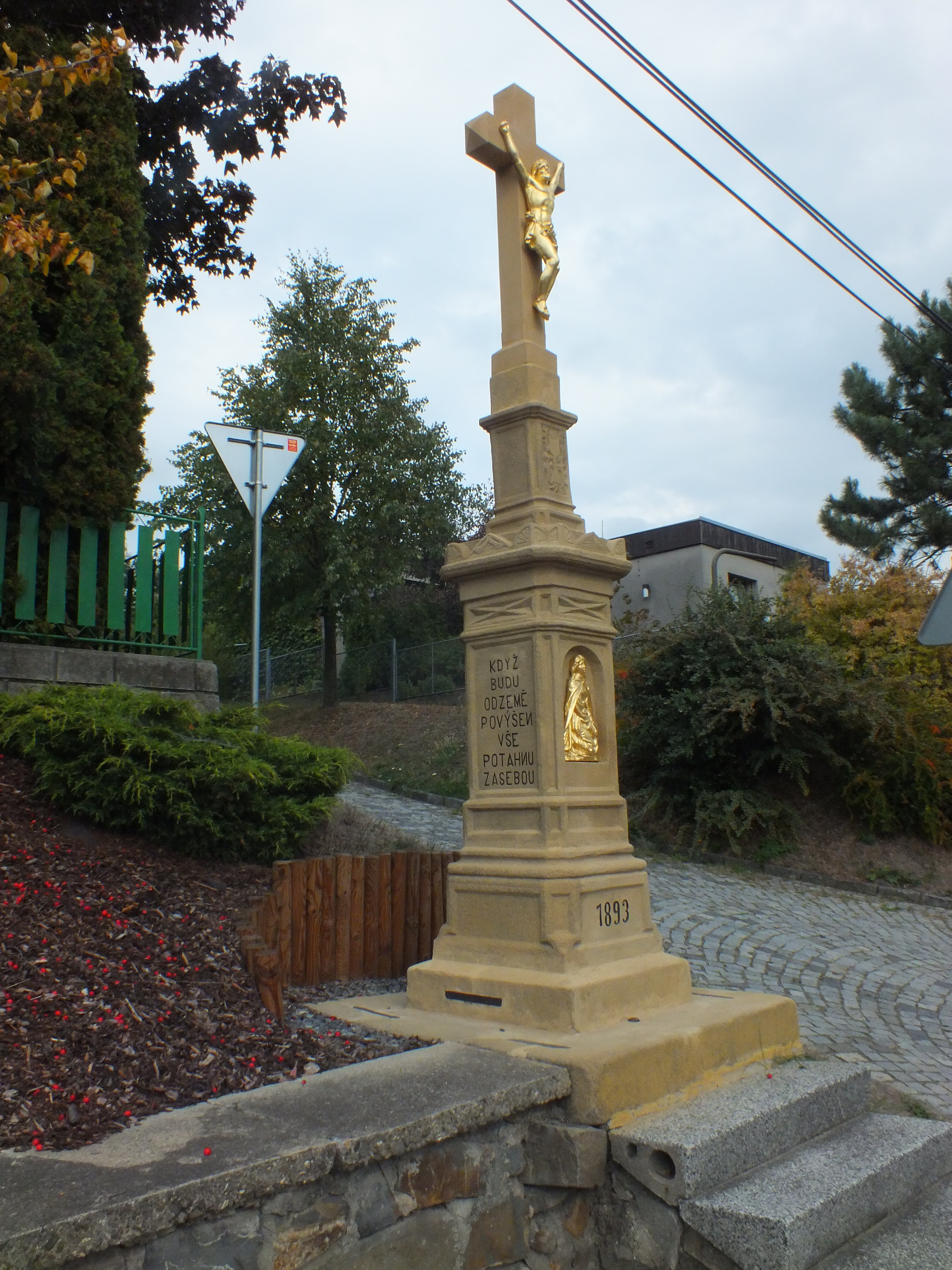
Steinernes Kreuz

- Kapelle des hl. Johannes von Nepomuk, auf dem Dorfplatz, errichtet vor 1880
- Steinernes Kreuz, an der Straße zum Meierhof, geschaffen 1893
- Kapelle, nördlich des Dorfes am Wegeabzweig ins Sezinatal
- Kapelle, südlich des Dorfes über dem Jamníktal
- Freiheitslinde (Lípa svobody), gepflanzt 1918, Baumdenkmal
- Gedenkstein für die Gefallenen des Ersten Weltkrieges, enthüllt 1925

## Söhne und Töchter der Gemeinde
- František Schwarz (1931–1995), tschechischer Germanist, Historiker und Philosoph